# Pagophilus groenlandicus
La foca dalla sella o foca della Groenlandia (Pagophilus groenlandicus,  sin.:  Phoca groenlandica) è un carnivoro appartenente alla famiglia Phocidae.

## Descrizione
Questo focide misura fino a 1,8-2 metri, per un peso di 140–190 kg; il maschio è più grande della femmina. Presenta una livrea grigio-brunastra con testa grigia scura o nera. Sulla schiena, gli adulti hanno una grande chiazza scura a forma di arpa, da cui deriva il nome italiano e quello inglese harp seal. Macchie più piccole sono presenti sul collo e sui fianchi. I cuccioli sono di colore giallo-bianco alla nascita, poi diventano bianchi rimanendo tali per 12 giorni. In questa fase, vengono chiamati in inglese whitecoat, per sottolineare il mantello bianco. Tra il tredicesimo giorno ed il mese di età, il pelo bianco cade a ciuffi mostrando la pelliccia sottostante, simile a quella degli adulti, macchiata di scuro ma senza il disegno ad arpa, che compare dopo 4 anni circa.

## Distribuzione
Vive nei mari dell'Artico, in cui si trattiene durante l'estate, trascorrendo poco tempo a terra. Tra febbraio e marzo si dirige verso le coste della Groenlandia meridionale, della Scandinavia settentrionale e dell'Asia settentrionale, su cui avvengono i parti. Al di fuori della stagione riproduttiva, può spostarsi di 4.000 km in mare aperto. Può così comparire in luoghi dove non vive abitualmente, in Gran Bretagna, ad esempio, sono state trovate 31 foche dalla sella dal 1800 al 1988 .

## Comportamento
La foca dalla sella è una specie gregaria e vive in gruppi numerosi. Tra febbraio e marzo si dirige in una delle tre aree di riproduzione sopra citate. In questo periodo le femmine combattono per un pezzo di territorio in cui avrà luogo il parto, mentre i maschi combattono per il diritto di accoppiarsi. Il corteggiamento può iniziare sul ghiaccio, ma l'accoppiamento avviene di solito in acqua. Può stare in apnea fino a mezz'ora. La durata massima della vita è di circa 30 anni.

## Alimentazione
Si nutre di pesci, quali capelin, aringa, merluzzo polare, merluzzo artico, merluzzo dell'Atlantico, sgombro, e di calamari e crostacei.

## Predatori
Questa specie è predata da orche, orsi polari e alcune specie di squali, come lo squalo della Groenlandia. 

## Riproduzione

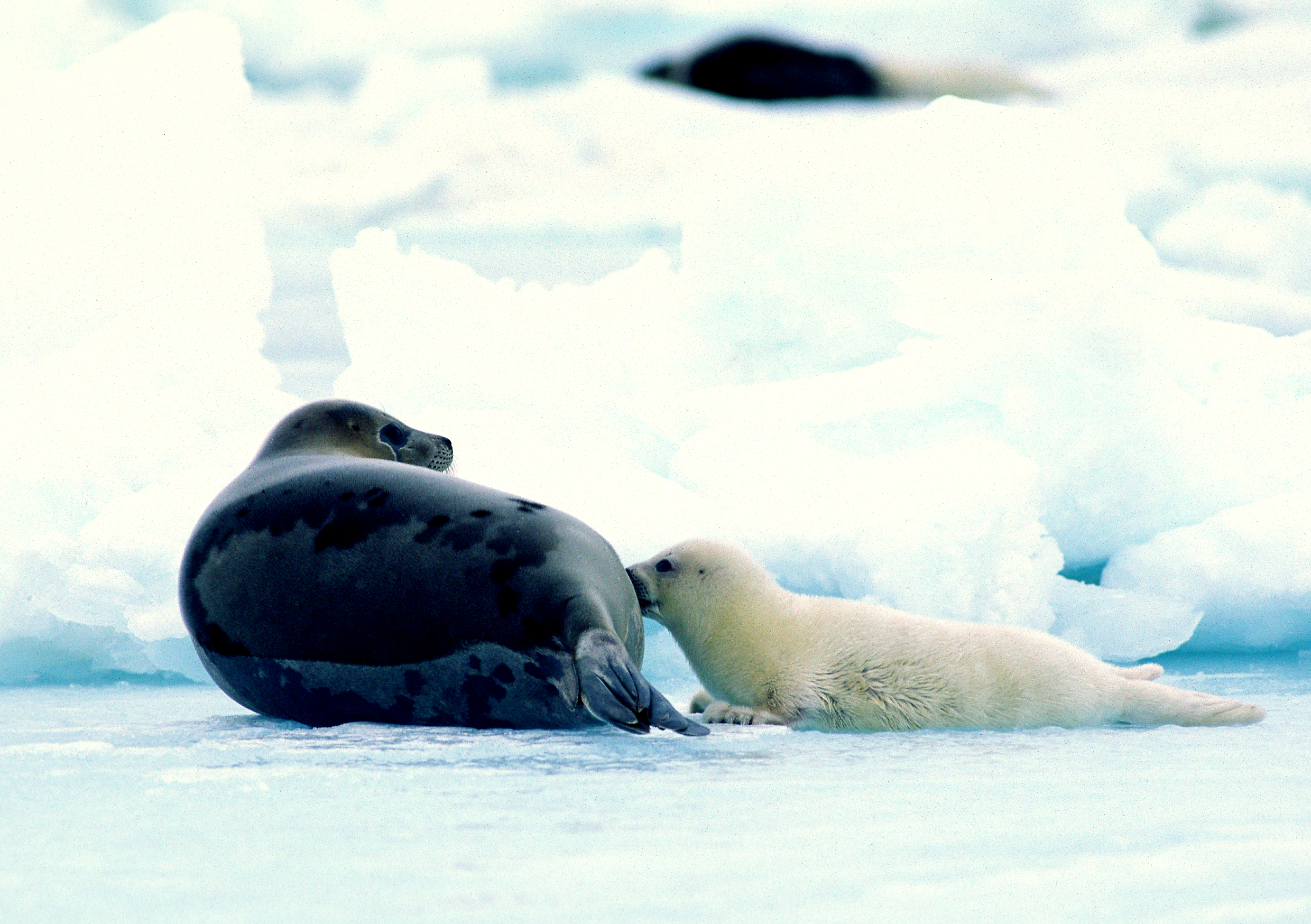
Femmina mentre allatta il suo piccolo

La maturità sessuale è raggiunta a 5-6 anni nelle femmine. I cuccioli, uno per parto, nascono su lastre di ghiaccio e vengono allattati per dodici giorni. Il latte della foca contiene fino al 48% di grassi ed il cucciolo aumenta circa due chili al giorno, mentre la madre, che durante l'allattamento non si nutre, può perdere tre chili giornalmente. Il cucciolo è abbandonato dalla madre allo scadere dei dodici giorni e impara a nuotare autonomamente dopo 7-8 settimane, durante le quali muta il pelo e sopravvive con il grasso accumulato durante l'allattamento.

## Conservazione
La foca dalla sella è considerata a rischio minimo di estinzione ed è cacciata in modo commerciale per la pelliccia in Canada, Norvegia, Russia e Groenlandia. In Canada, la caccia è permessa dal 15 novembre al 15 maggio secondo quote fissate dal governo, che stabiliscono quanti animali possano essere uccisi. La caccia ai cuccioli è vietata dal 1987, anno in cui le pellicce dei whitecoat sono state dichiarate illegali, ma i piccoli possono essere uccisi dopo la prima muta. È permessa una caccia di sussistenza per gli Inuit, che uccidono le foche come cibo e in misura minore, per scopi commerciali.